# Lago de Davos
O lago de Davos (em alemão:  Davosersee) é um pequeno lago natural situado em Davos, Suíça. A sua área é de 0,59 km² e a profundidade máxima de 54 m.
Este lago é abastecido pelas águas do Flüelabach, Totalpbach e outros riachos de montanha, o lago é usado como reservatório.